# Liste der Kulturdenkmäler in Mudershausen
In der Liste der Kulturdenkmäler in Mudershausen sind alle Kulturdenkmäler der rheinland-pfälzischen Ortsgemeinde Mudershausen aufgeführt. Grundlage ist die Denkmalliste des Landes Rheinland-Pfalz (Stand: 8. Dezember 2023).

## Denkmalzonen
| Bezeichnung                 | Lage                    | Baujahr | Beschreibung | Bild                           |
| --------------------------- | ----------------------- | ------- | --- | ------------------------------ |
| Denkmalzone Burg Hohlenfels | nördlich des Ortes Lage | 1355–63 | Wehrmauern und Zwinger mit Ecktürmen in unregelmäßigem Bering, um 1355–63 durch Daniel von Langenau errichtet, 1787 Abbruch der alten Burg, zwei- und dreigeschossige neue Wohnbauten, 1713; Gesamtanlage mit Domäne Hohlenfels: Vierseithofanlage, langgestrecktes Wohnhaus, Scheune unter Mansarddach, bezeichnet 1782 | weitere Bilder Fotos hochladen |

## Einzeldenkmäler
| Bezeichnung | Lage                | Baujahr                  | Beschreibung                                                                      | Bild            |
| ----------- | ------------------- | ------------------------ | --------------------------------------------------------------------------------- | --------------- |
| Wohnhaus    | Hauptstraße 13 Lage | 17. oder 18. Jahrhundert | Fachwerkhaus, verputzt und verschiefert, wohl aus dem 17. oder 18. Jahrhundert    | BW              |
| Rathaus     | Hauptstraße 17 Lage | 1914/15                  | Rathaus mit Betsaal; kubischer Walmdachbau, fünfgeschossiger Glockenturm, 1914/15 | Fotos hochladen |